# Geologie

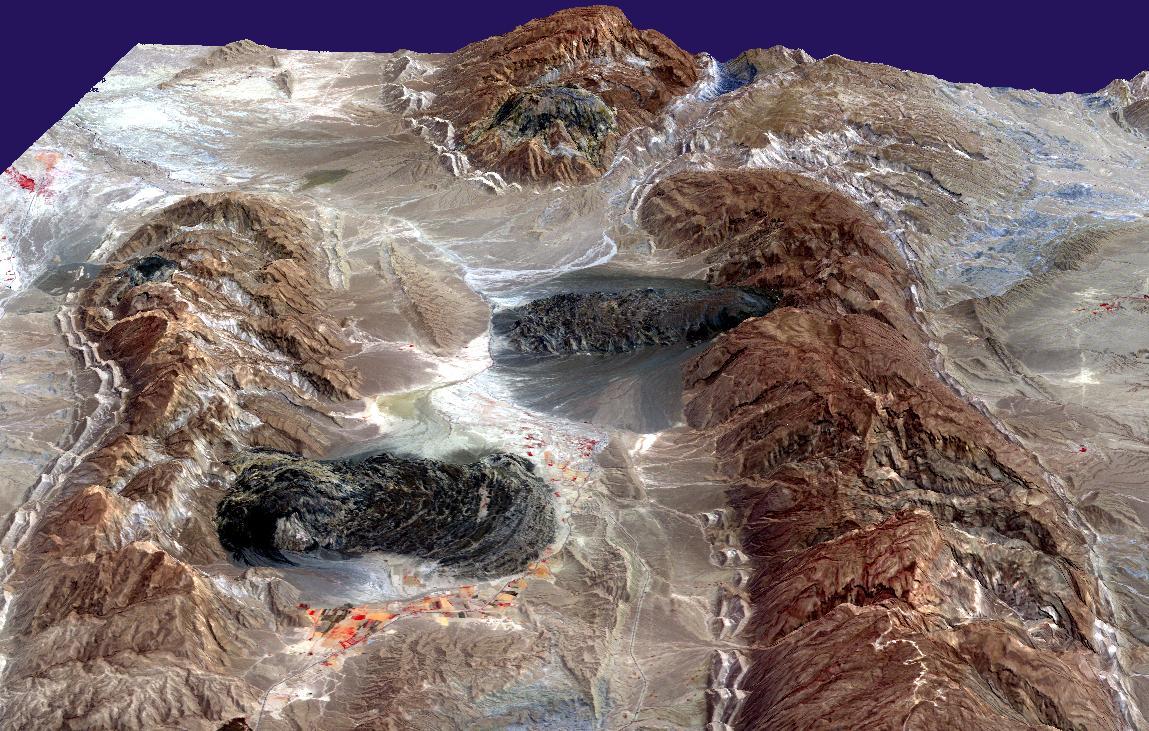
Podrobná geologická 3D modelace oblasti okolo pohoří Zagros v Íránu

Geologie je přírodní věda zaměřující se na procesy neživé přírody v rámci známého vesmíru. Zkoumá složení, stavbu a historický vývoj země a jiných vesmírných objektů.
Rovněž se zabývá pochody, které probíhají v jejich útrobách i na povrchu (geologické děje). Jedním z hlavních zkoumaných objektů je Země. Jedná se o vědu deskriptivní (popisnou), analytickou (poskytuje výklad dějů) a historickou. Také se jedná o vědu časoprostorovou, protože zhodnocuje jevy určitého prostoru v určité době. Samotná geologie je velmi široká, a proto se dělí na další geologické obory.
Geologie popisuje strukturu Země na jejím povrchu a pod ním. Také procesy, které tuto strukturu formovaly. Poskytuje rovněž nástroje ke stanovení relativního a absolutního stáří hornin nalezených v dané lokalitě a také k popisu historie těchto hornin. Kombinací těchto nástrojů jsou geologové schopni rekonstruovat geologickou historii Země a určit doby vzniku Země. Geologie studuje také deskovou tektoniku planety, a poskytuje také důležité informace pro jiné obory, zejména o evoluci života na Zemi a vývoji podnebí Země. Jedním z klíčových konceptů je geologický čas (také hluboký čas, angl. deep time), což je pro člověka obtížně uchopitelná doba trvání geologických ér v řádu stovek tisíc až miliard let.
Geologové používají k pochopení struktury a vývoje Země širokou škálu metod, které si vypůjčuje z jiných vědních oborů: chemická analýza, fyzikální experimenty nebo numerické modelování. Z praktického hlediska je geologie důležitá pro těžbu nerostů a ropy, hledání vodních zdrojů, porozumění přírodním nebezpečím typu sopečných erupcí či zemětřesení, pomáhá s řešením problémů životního prostředí a poskytuje kontext diskusi o současných změnách klimatu. Hraje též důležitou roli v geotechnickém inženýrství. 
Označení geologie prvně použil Jean-André Deluc v roce 1778. O rok později použil Horace-Bénédict de Saussure termín pro označení vědní disciplíny. Název byl sice používán, ale do třetího vydání Encyclopedia Britannica se nedostal. Zde byl popsán až v roce 1809.

## Dělení
Geologie je často členěna na specializované podobory:
- Geochemie – obor geologie, který se zaměřuje na studium chemického složení Země, sledování rozšíření jednotlivých prvků a poznání zákonů jejich chování.

- Dynamická geologie – část geologie, která se zaobírá dynamickými pochody na planetě. V závislosti na tom, kde tyto pochody probíhají, se rozdělují na endogenní a exogenní geologii. Endogenní pochody jsou svázány s vnitřními pochody v planetě, které vedou například k vulkanismu, zemětřesením, orogenezi anebo pohybu litosférických desek. Exogenní pochody jsou spjaty s činností větru, vody, ledovců, zvětráváním atd., které probíhají na zemském povrchu.
- Strukturní geologie – obor geologie, který se zaobírá studiem geologických struktur (jako jsou vrásy, zlomy, atd.) jejich popisem a výkladem procesů, které ke vzniku těchto struktur vedly. Zpětně se snaží dohledat podmínky, které v době vzniku panovaly.
- Historická geologie – obor geologie, který se snaží zmapovat časové události ve vývoji Země. Mezi základní pomůcky datace patří paleontologie a objevování zkamenělých fosílií stejného druhu ve vrstvách. Mezi základní pomůcky historické geologie patří stratigrafická tabulka, ve které je historie planety rozdělena na několik období.
- Sedimentární geologie – obor geologie, který se věnuje sedimentárním horninám, jejich vzniku a strukturám, které obsahují. Těsně navazuje na exogenní pochody a historickou geologii, které pomáhá určovat stáří hornin.
- Ložisková geologie – obor geologie, který se zaobírá studiem rud, nerud a kaustobiolitů. Snaží se aktivně vyhledávat místa, kde by jejich akumulace mohla být ekonomicky rentabilní. Mezi další úkoly patří mapovat, odhadovat a oceňovat objevená ložiska a určovat vhodnost těžby.
- Regionální geologie – obor geologie, který se zaměřuje na menší geologické celky v zájmové oblasti. Snaží se vytvořit podrobný geologický obraz oblasti, který se získává geologickým mapováním. Výsledkem by měla být trojrozměrná představa o sledované oblasti.
- Geonika – obor geologie sledující dopady činností člověka a jím vyvolaných aktivit na přírodní prostředí a interakci přírodního a antropogenního prostředí.
- Aplikovaná geologie – obor geologie využívající poznatků z mnoha jiných geologických a technických oborů za účelem jejich využití při řešení různých praktických úkolů např. ve stavebním inženýrství, hornictví, vodohospodářství, zemědělství, průmyslu atd. Jeho nástroji jsou především tyto aplikované geologické obory: hydrogeologie, inženýrská geologie a užitá geofyzika.

Geologie je jedním z oborů planetologie (která se zabývá aplikací poznatků a teorií např. geofyziky ale i dalších příbuzných věd na výzkum objektů sluneční soustavy) a ještě v širším měřítku spadá pod kosmické vědy.

## Geologické obory
- Fyzická geografie
- Geobiologie
- Geoetika
- Geochemie
- Geofyzika
- Geoinformatika
- Geomorfologie
- Geonika
- Geotechnika
- Gemologie
- Glaciologie
- Inženýrská geologie
- Hydrogeologie
- Karsologie
- Ložisková geologie
- Mineralogie
- Petrologie
- Paleontologie
- Paleogeografie
- Paleoklimatologie
- Paleomagnetismus
- Pedologie
- Vulkanologie
- Sedimentologie
- Stratigrafie

## Dějiny geologie
Studium fyzického materiálu Země sahá přinejmenším do starověkého Řecka. Již Aristotelés psal o rychlosti geologických změn. Správně odhadl, že se Země mění, ale tak pomalým tempem, že tyto změny nelze pozorovat během života jednoho člověka. Theofrastos (372–287 př. n. l.) sepsal práci Peri Lithon (O kamenech). Během římského období to byl Plinius starší, kdo se nejvíce věnoval geologickým tématům. Popsal mnoho minerálů a rud. K jeho největším vědeckým úspěchům patřilo, že správně určil původ jantaru.
Někteří moderní geologové si myslí, že původ geologické vědy lze hledat spíše v Persii, během tzv. islámského zlatého věku. Jedním z prvních perských geologů byl Aliboron (973–1048). Vypočítal na svou dobu velmi přesně rozměry Země a byl přesvědčen o tom, že Země rotuje kolem své osy a obíhá kolem Slunce. Čtyřicet let strávil v Indii a spekuloval o jejím geologickém vývoji: předpokládal, že indický subkontinent byl kdysi zaplaven mořem. Perský učenec Avicenna (981–1037) čerpal z řecké a indické vědecké literatury a navrhl vysvětlení vzniku hor či zemětřesení.
V Číně zformuloval učenec Šen Kua (1031–1095) hypotézu o procesu formování pevniny: na základě svého pozorování fosilií zvířat v geologické vrstvě hory usoudil, že půda vznikla erozí a ukládáním bahna.
O původu slova geologie se vedou spory. Uvádí se, že ho poprvé použil Ulisse Aldrovandi v roce 1603, Nor Mikkel Pedersøn Escholt (1600–1699), který v roce 1657 vydal knihu Geologia Norvegica, nebo také Jean-André Deluc v roce 1778. Jisté je, že jako pevný termín jej zavedl Horace-Bénédict de Saussure v roce 1779. Již předtím však, v roce 1763, vydal Michail Lomonosov pojednání O stratě Země. Jeho práce byla prvním pokusem o ucelený příběh geologického vývoje Země od počátku až do současnosti.
Angličan William Smith (1769–1839) nakreslil první geologické mapy a založil studium vrstev hornin za pomoci zkoumání fosilií, které jsou v nich obsaženy. Někdy se za autora první geologické mapy označuje Američan William Maclure, která takovou mapu vydal roku 1809.
Za prvního moderního geologa je často považován James Hutton (1726-1797). V roce 1785 napsal článek s názvem Teorie Země. Uvedl v něm, že Země musí být mnohem starší, než se předpokládá. Hutton věřil, že horniny vznikly převážně sopečnou činností. Následovníci Huttona a této jeho teorie byli pak známí jako plutonisté. Vůči nim se časem vyhranili neptunisté v čele s Abrahamem Wernerem, kteří věřili, že všechny horniny byly původně dnem všeobjímajícího oceánu a pevnina vznikla jeho postupným stažením a klesáním jeho hladiny.
Charles Lyell (1797-1875) vydal v roce 1830 svou slavnou knihu Principles of Geology. Tato kniha, která mj. silně ovlivnila Charlese Darwina, propagovala novou teorii: uniformitarianismu. Ta tvrdí, že pomalé geologické procesy probíhají v celé historii Země, a to dodnes. Naproti tomu opoziční katastrofická teorie tvrdila, že rysy Země se formovaly v jednorázových katastrofických událostech a v mezidobí v podstatě neprobíhají. Časem převládla první z teorií.
Velká část geologie 19. století se točila kolem otázky přesného stáří Země. Odhady se pohybovaly od několika stovek tisíc po miliardy let. Na počátku 20. století radiometrické datování umožnilo odhadnout věk Země na dvě miliardy let. Povědomí o tomto obrovském časovém úseku otevřelo dveře novým teoriím o procesech, které formovaly planetu.
Průlomovým konceptem byl prakontinent Gondwana. Přišel s ním Rakušan Eduard Suess v knize Das Antlitz der Erde (Tvář Země) roku 1861. Vycházel z existence fosilií stejné glossopterisové flóry v Jižní Americe, Africe a Indii (později po jeho smrti byla glossopterisová flóra nalezena i v Antarktidě), z čehož Suess vyvozoval, že tyto dnes vzdálené kontinenty byly kdysi spojeny do jednoho kontinentu. Suess však ještě neznal deskovou tektoniku, v jeho době převládala ještě teorie geosynklinál. 
Mezi nejvýznamnější pokroky v geologii 20. století patří právě vývoj teorie deskové tektoniky v 60. letech. Desková tektonická teorie vznikla ze dvou oddělených geologických pozorování: šíření mořského dna a kontinentálního driftu. Tato teorie přinesla revoluci ve vědách o Zemi. Došlo též ke zpřesnění odhadů stáří planety. Dnes se odhaduje na přibližně 4,5 miliardy let. 